# Daiphanta nigraria
Daiphanta nigraria är en fjärilsart som beskrevs av Felder 1874. Daiphanta nigraria ingår i släktet Daiphanta och familjen mätare. Inga underarter finns listade i Catalogue of Life.